# Webb (Alabama)
Webb – miasto w Stanach Zjednoczonych, w stanie Alabama, w hrabstwie Houston. W roku 2023 miasto zamieszkiwało 1312 osób, a gęstość zaludnienia wynosiła 43,2 osoby/km².